# Şahkulu
Şahkulu, también conocido como Karabıyıkoğlu, (muerto el 2 de julio de 1511) fue el líder del movimiento chiita safávida en Anatolia conocido como la Rebelión Şahkulu, dirigida contra el Imperio otomano en 1511. Su muerte en batalla significó el fin de la rebelión. Está enterrado en Amasya.

## Cultura popular
- Şahkulu aparece en el videojuego de 2011 Assassin's Creed: Revelations, donde su nombre es transcrito Shahkulu. En el juego, se unió a la Orden del Temple a temprana edad, tras quedar huérfano por la acción de los otomanos. Sobrevivió a su rebelión y se unió al templario Manuel Palaiologos, líder del remanente bizantino que pretende restaurar el Imperio bajo el estandarte templario. Es asesinado en Derinkuyu (Capadocia) por el protagonista del juego, Ezio Auditore, en marzo de 1512, cuando Shahkulu y Manuel estaban preparando un ejército. También aparece en el modo multijugador como un personaje jugable, donde es llamado 'el Renegado'.

- Datos: Q5015920